# Furio Meniconi
Furio Meniconi, né à Rome le 22 février 1924, et mort à Rome le 12 décembre 1981, est un acteur de cinéma italien.

## Biographie
Meniconi a commencé sa carrière d'acteur dans le cinéma italien au début des années 1950 et l'a poursuivie jusqu'à quelques années avant sa mort dans près de 100 films. Cet acteur de grande taille, robuste, aux traits durs et aux cheveux bruns souvent en bataille, a souvent été le complice du héros, mais aussi l'antagoniste ou le faire-valoir. Il a joué dans les filons successifs du cinéma italien, dont plus de 30 westerns spaghetti. Il a parfois joué sous le pseudonyme de Men Fury.
Il fait partie d'une famille de professionnels du cinéma travaillant pour la plupart parmi l'équipe technique ou la production. Parmi eux, on trouve le producteur Nello (1911-2002), son autre frère Mario (1912-1984) était également acteur. Le plus jeune frère, Alfio (né en 1924), était employé comme maquilleur. Furio est le père du monteur de films Enzo (né en 1950) ainsi que l'oncle des maquilleurs Marcello (né en 1950) et Mauro (né en 1960).

## Filmographie

### Années 1950
- 1950 : Le Fils de d'Artagnan (Il figlio di d'Artagnan), de Riccardo Freda
- 1952 : Vengeance sarde (Vendetta... sarda) de Mario Mattoli : premier frère Leoni
- 1952 : Lo sai che i papaveri..., de Vittorio Metz et Marcello Marchesi
- 1953 : L'Auberge tragique (Riscatto), de Marino Girolami
- 1953 : Noi cannibali, d’Antonio Leonviola
- 1953 : Amours d'une moitié de siècle (Amori di mezzo secolo), d’Antonio Pietrangeli, Roberto Rossellini, Pietro Germi et Glauco Pellegrini
- 1954 : La Prisonnière d'Amalfi (La prigioniera di Amalfi), de Giorgio Cristallini
- 1954 : La campana di San Giusto (it), de Mario Amendola et Ruggero Maccari
- 1954 : Attila, fléau de Dieu (Attila), de Pietro Francisci
- 1954 : Sémiramis, esclave et reine (La cortigiana di Babilonia), de Carlo Ludovico Bragaglia : Bolgias
- 1955 : Le Signe de Vénus (Il segno di Venere), de Dino Risi : le patron du restaurant
- 1956 : Mi permette, babbo!, de Mario Bonnard
- 1956 : Roland, prince vaillant (Orlando e i paladini di Francia), de Pietro Francisci : Omar
- 1957 : Sous le signe de la croix (Le schiave di Cartagine), de Guido Brignone
- 1957 : La Belle et le Corsaire (Il corsaro della mezza luna), de Giuseppe Maria Scotese : geôlier
- 1957 : Amour et Commérages (Amore e chiacchiere), d’Alessandro Blasetti
- 1957 : Aphrodite, déesse de l'amour (La Venere di Cheronea), de Fernando Cerchio et Viktor Tourjansky : un officier grec
- 1958 : La Danseuse et le Bon Dieu, d’Antonio Leonviola : un chauffeur de taxi
- 1958 : Adorabili e bugiarde (it), de Nunzio Malasomma : Gigetto
- 1958 : Due selvaggi a corte, de Ferdinando Baldi
- 1958 : La Flèche noire de Robin des Bois (Capitan Fuoco), de Carlo Campogalliani
- 1959 : La Terreur des barbares (Il terrore dei barbari), de Carlo Campogalliani : Genséric
- 1959 : Carthage en flammes (Cartagine in fiamme), de Carmine Gallone
- 1959 : David et Goliath (David e Golia), de Ferdinando Baldi et Richard Pottier : Ashrod, roi des Philistins

### Années 1960
- 1960 : Les Tartares (I tartari), de Ferdinando Baldi et Richard Thorpe
- 1961 : Ivan le conquérant (Le sette sfide), de Primo Zeglio
- 1961 : Le Géant de Métropolis (Il gigante di Metropolis), d’Umberto Scarpelli : Egon
- 1961 : Il était trois flibustiers (I moschettieri del mare), de Steno
- 1961 : Vulcan, fils de Jupiter (it), d’Emimmo Salvi
- 1962 : Les Nouvelles Aventures d'Ali Baba (it), d’Emimmo Salvi : Mustapha
- 1962 : Oro per i Cesari, de Riccardo Freda, Sabatino Ciuffini et André De Toth
- 1963 : Cléopâtre (Cleopatra), de Joseph L. Mankiewicz
- 1963 : Le Brigand de la steppe (I predoni della steppa), de Tanio Boccia : Kublai
- 1964 : Vainqueur du désert (Il dominatore del deserto), de Tanio Boccia : El Krim
- 1964 : Maciste et les Filles de la vallée (La valle dell'eco tonante), de Tanio Boccia : Manatha
- 1964 : La rivincita di Ivanhoe, de Tanio Boccia : Etimbaldo
- 1964 : La Terreur des Kirghiz (Ursus, il terrore dei kirghisi), d’Antonio Margheriti : le prince Zeretelli
- 1964 : Bianco, rosso, giallo, rosa, épisode, Veni, vidi, vici, de Massimo Mida
- 1965 : Le Trésor de l'Atlas (I predoni del Sahara), de Guido Malatesta : Rock
- 1966 : James Tont operazione D.U.E., de Bruno Corbucci
- 1966 : Un gangster venuto da Brooklyn, d’Emimmo Salvi
- 1966 : Ringo contre Jerry Colt (Uccidi o muori), de Tanio Boccia : Jonathan Griffith (sous le pseudo de Men Fury)
- 1967 : La mort vient de la planète Aytin (La morte viene dal pianeta Aytin), d’Antonio Margheriti : le chef des Aytiani
- 1967 : Johnny le bâtard (John il bastardo), d’Armando Crispino
- 1967 : Dieu ne paie pas le samedi (Dio non paga il sabato), de Tanio Boccia : Braddock
- 1967 : Trois Cavaliers pour Fort Yuma (Per pochi dollari ancora), de Giorgio Ferroni : Calvin / Tony Newman (sous le pseudo de Men Fury)
- 1967 : Wanted (Wanted), de Giorgio Ferroni : Jeremiah Prescott
- 1968 : Deux Pistolets pour un lâche (Il pistolero segnato da Dio), de Giorgio Ferroni : Norton
- 1968 : La Loi des colts (...e venne il tempo di uccidere), d’Enzo Dell'Aquila : Rock Mulligan
- 1968 : Les Deux Croisés (I due crociati), de Giuseppe Orlandini
- 1968 : Tuez-les tous... et revenez seul ! (Ammazzali tutti e torna solo), d’Enzo G. Castellari
- 1968 : Avec Django, ça va saigner (Quel caldo maledetto giorno di fuoco), de Paolo Bianchini : Jeremiah Grant
- 1968 : Tire, Django, tire (Spara, Gringo, spara), de Bruno Corbucci : Dickson (sous le pseudo de Robert Anthony)
- 1969 : Isabelle, duchesse du diable (Isabella duchessa dei diavoli), de Bruno Corbucci : Hans
- 1969 : Tarzana, sesso selvaggio, de Guido Malatesta : Lars
- 1969 : Django le Bâtard (Django il bastardo), de Sergio Garrone : shérif Reagan

### Années 1970
- 1970 : Et le vent apporta la violence (E Dio disse a Caino...), d’Antonio Margheriti : Mike, un homme d'Acombar
- 1970 : I Leopardi di Churchill, de Maurizio Pradeaux
- 1970 : Vierges pour Satana (Una spada per Brando) d'Alfio Caltabiano
- 1970 : La Grande Chevauchée de Robin des Bois (L'arciere di fuoco), de Giorgio Ferroni
- 1970 : Django arrive, préparez vos cercueils (C'è Sartana... vendi la pistola e comprati la bara), de Giuliano Carnimeo
- 1971 : Abattez Django le premier (Uccidi Django... uccidi per primo!!!), de Sergio Garrone : shérif
- 1971 : W Django!, d’Edoardo Mulargia
- 1971 : Chaco (Bastardo... vamos a matar), de Gino Mangini
- 1971 : Deux Corniauds au régiment (Armiamoci e partite!), de Nando Cicero
- 1971 : Et viva la révolution ! (Viva la muerte... tua!), de Duccio Tessari : barman
- 1971 : Il était une fois la révolution (Giù la testa), de Sergio Leone : révolutionnaire exécuté
- 1971 : Les Aventures de Pinocchio (Le avventure di Pinocchio) mini-série télévisée de Luigi Comencini
- 1971 : On continue à l'appeler Trinita (...continuavano a chiamarlo Trinità), d’Enzo Barboni
- 1971 : Testa t'ammazzo, croce... sei morto - Mi chiamano Alleluja, de Giuliano Carnimeo
- 1971 : Quand les colts fument... on l'appelle Cimetière (Gli fumavano le Colt... lo chiamavano Camposanto), de Giuliano Carnimeo
- 1972 : Uomo avvisato mezzo ammazzato... parola di Spirito Santo, de Giuliano Carnimeo
- 1972 : Et maintenant, on l'appelle El Magnifico (...e poi lo chiamarono il Magnifico), d’Enzo Barboni
- 1972 : La Longue Chevauchée de la vengeance (La lunga cavalcata della vendetta) de Tanio Boccia : Tommy
- 1972 : Alleluia et Sartana, fils de... (Alleluja e Sartana figli di... Dio), de Mario Siciliano : un homme de Mossville (sous le pseudo de Fury Man)
- 1972 : Le Grand Duel (Il grande duello), de Giancarlo Santi
- 1973 : Quand la mafia s'énerve (Tutti figli di Mammasantissima), d’Alfio Caltabiano : Lollo Daddarita
- 1973 : On nous appelle les enfants de Trinita, d’Alfio Caltabiano : shérif
- 1973 : Lo chiamavano Tresette... giocava sempre col morto, de Giuliano Carnimeo : "Mano Veloce"
- 1973 : La Charge des diables (Campa carogna... la taglia cresce), de Giuseppe Rosati
- 1973 : Les anges mangent aussi des fayots (Anche gli angeli mangiano fagioli), d’E.B. Clucher
- 1974 : Le Baiser d'une morte (Il bacio di una morta), de Carlo Infascelli
- 1974 : Salvo D'Acquisto, de Romolo Guerrieri
- 1974 : Di Tresette ce n'è uno, tutti gli altri son nessuno, de Giuliano Carnimeo
- 1975 : Il mio nome è Scopone e faccio sempre cappotto (it), de Juan Bosch Palau : le premier shérif
- 1975 : Les Frissons de l'angoisse (Profondo rosso), de Dario Argento : Rodi
- 1975 : Un génie, deux associés, une cloche (Un genio, due compari, un pollo), de Damiano Damiani
- 1976 : Hanno ucciso un altro bandito, de Guglielmo Garroni